# Knattspyrnufélagið Fram
Il Knattspyrnufélagið Fram, conosciuto in Europa come Fram Reykjavík, è una società calcistica islandese che ha sede a Reykjavík.

## Storia
Il club è stato fondato il 1º maggio 1908 e ad oggi ha conquistato 18 scudetti e 8 Coppe d'Islanda. Per la stagione 2016 partecipa alla 1. deild karla, la seconda serie del campionato islandese di calcio. Il Fram è l'unica squadra islandese che per due volte superò il primo turno nella estinta Coppa delle Coppe. Esattamente nelle edizioni 1985-1986 e 1990-1991.

## Palmarès

### Competizioni nazionali
- Campionato islandese: 18

1913, 1914, 1915, 1916, 1917, 1918, 1921, 1922, 1923, 1925, 1939, 1946, 1947, 1962, 1972, 1986, 1988, 1990
- Coppa d'Islanda: 8

1970, 1973, 1979, 1980, 1985, 1987, 1989, 2013
- 1. deild karla: 4

1966, 1983, 1996, 2006

### Altri piazzamenti
- Campionato islandese:

Secondo posto: 1912, 1919, 1924, 1926, 1942, 1949, 1950, 1957, 1967, 1968, 1970, 1975, 1976, 1980, 1981, 1987, 1991
Terzo posto: 1920, 1928, 1933, 1934, 1935, 1936, 1937, 1938, 1943, 1945, 1952, 1954, 1960, 1971, 1989, 2008
- Coppa d'Islanda:

Finalista: 1960, 1962, 1977, 1981, 1984, 1986, 1995, 2002, 2005, 2009
Semifinalista: 1961, 1964, 1967, 1968, 1971, 1976, 2010, 2025
- Coppa di Lega islandese:

Finalista: 2008
- Supercoppa d'Islanda:

Finalista: 1980, 1987, 1988, 1990, 1991, 2014

## Rosa 2012
| N. |                        | Ruolo | Calciatore                |
| -- | ---------------------- | ----- | ------------------------- |
| 30 | Islanda (bandiera)     | P     | Denis Cardaklija          |
| 1  | Islanda (bandiera)     | P     | Ögmundur Kristinsson      |
|    | Scozia (bandiera)      | D     | Jordan Halsman            |
| 5  | Islanda (bandiera)     | C     | Kristinn Ingi Halldórsson |
| 6  | Islanda (bandiera)     | C     | Halldór Hermann Jónsson   |
|    | Islanda (bandiera)     | C     | Bjarni Hólm Aðalsteinsson |
| 7  | Islanda (bandiera)     | D     | Daði Guðmundsson          |
| 8  | Islanda (bandiera)     | C     | Jón Gunnar Eysteinsson    |
| 10 | Scozia (bandiera)      | A     | Steven Lennon             |
| 15 | Inghilterra (bandiera) | C     | Sam Hewson                |
| 17 | Islanda (bandiera)     | C     | Hólmbert Aron Friðjónsson |
| 19 | Islanda (bandiera)     | C     | Orri Gunnarsson           |
| 19 | Islanda (bandiera)     | A     | Helgi Sigurðsson          |

| N. |                               | Ruolo | Calciatore               |
| -- | ----------------------------- | ----- | ------------------------ |
| 20 | Scozia (bandiera)             | D     | Alan Lowing              |
| 21 | Islanda (bandiera)            | D     | Ingvi Þór Hermannsson    |
| 22 | Islanda (bandiera)            | A     | Ívar Björnsson           |
| 23 | Islanda (bandiera)            | D     | Benedikt Októ Bjarnason  |
| 11 | Islanda (bandiera)            | A     | Almarr Ormarsson         |
|    | Islanda (bandiera)            | C     | Halldór Arnarsson        |
| 25 | Islanda (bandiera)            | C     | Jökull Stein Ólafsson    |
| 26 | Guinea Equatoriale (bandiera) | C     | Antonio Ndong Nsambi     |
| 28 | Islanda (bandiera)            | D     | Gunnar Oddgeir Birgisson |
|    | Islanda (bandiera)            | D     | Ólafur Örn Bjarnason     |
|    | Islanda (bandiera)            | C     | Viktor Bjarki Arnarsson  |
|    | Islanda (bandiera)            | C     | Haukur Baldvinsson       |

## Rosa 2011
| N. |                        | Ruolo | Calciatore                 |
| -- | ---------------------- | ----- | -------------------------- |
| 1  | Islanda (bandiera)     | P     | Ögmundur Kristinsson       |
| 27 | Islanda (bandiera)     | P     | Denis Cardaklija           |
| 30 | Islanda (bandiera)     | P     | Sigurður Hrannar Björnsson |
| 4  | Islanda (bandiera)     | D     | Kristján Hauksson          |
| 7  | Islanda (bandiera)     | D     | Daði Guðmundsson           |
| 9  | Inghilterra (bandiera) | D     | Sam Tillen                 |
| 20 | Scozia (bandiera)      | D     | Alan Lowing                |
| 26 | Islanda (bandiera)     | D     | Jón Orri Ólafsson          |
| 6  | Islanda (bandiera)     | C     | Halldór Hermann Jónsson    |
| 14 | Islanda (bandiera)     | C     | Hlynur Atli Magnússon      |
|    | Inghilterra (bandiera) | C     | Sam Hewson                 |
|    | Islanda (bandiera)     | C     | Kristinn Ingi Halldórsson  |

| N. |                    | Ruolo | Calciatore                |
| -- | ------------------ | ----- | ------------------------- |
|    | Islanda (bandiera) | C     | Jón Gunnar Eysteinsson    |
|    | Islanda (bandiera) | C     | Orri Gunnarsson           |
|    | Islanda (bandiera) | C     | Hólmbert Aron Friðjónsson |
|    | Islanda (bandiera) | A     | Andri Júlíusson           |
| 10 | Islanda (bandiera) | A     | Hjálmar Þórarinsson       |
| 22 | Islanda (bandiera) | A     | Ívar Björnsson            |
| 13 | Islanda (bandiera) | A     | Arnar Gunnlaugsson        |
|    | Islanda (bandiera) | A     | Stefán Birgir Jóhannesson |
| 11 | Islanda (bandiera) | A     | Almarr Ormarsson          |
|    | Scozia (bandiera)  | A     | Steven Lennon             |
|    | Islanda (bandiera) | A     | Sveinbjörn Jónsson        |

## Rosa 2008
| N. |                        | Ruolo | Calciatore               |
| -- | ---------------------- | ----- | ------------------------ |
| 1  | Islanda (bandiera)     | P     | Hannes Þór Halldórsson   |
| 2  | Islanda (bandiera)     | D     | Óðinn Árnason            |
| 3  | Islanda (bandiera)     | C     | Ingvar Þór Ólason        |
| 4  | Scozia (bandiera)      | C     | Paul McShane             |
| 5  | Islanda (bandiera)     | D     | Auðun Helgason           |
| 6  | Islanda (bandiera)     | D     | Reynir Leósson           |
| 7  | Islanda (bandiera)     | C     | Daði Guðmundsson         |
| 8  | Islanda (bandiera)     | A     | Heiðar Geir Júlíusson    |
| 9  | Inghilterra (bandiera) | D     | Sam Tillen               |
| 10 | Islanda (bandiera)     | A     | Hjálmar Þórarinsson      |
| 11 | Islanda (bandiera)     | A     | Jón Þorgrímur Stefánsson |
| 12 | Islanda (bandiera)     | P     | Birkir Kristinsson       |

| N. |                        | Ruolo | Calciatore                |
| -- | ---------------------- | ----- | ------------------------- |
| 14 | Islanda (bandiera)     | C     | Hlynur Atli Magnússon     |
| 16 | Islanda (bandiera)     | C     | Halldór Hermann Jónsson   |
| 17 | Islanda (bandiera)     | A     | Grímur Björn Grímsson     |
| 19 | Inghilterra (bandiera) | C     | Joe Tillen                |
| 20 | Islanda (bandiera)     | C     | Örn Kató Hauksson         |
| 21 | Islanda (bandiera)     | A     | Guðmundur Magnússon       |
| 22 | Islanda (bandiera)     | A     | Ívar Björnsson            |
| 23 | Islanda (bandiera)     | D     | Jón Guðni Fjóluson        |
| 24 | Islanda (bandiera)     | D     | Kristinn Ingi Halldórsson |
| 26 | Islanda (bandiera)     | C     | Jón Orri Ólafsson         |
| 30 | Islanda (bandiera)     | P     | Ögmundur Kristinsson      |

## Allenatori
- Bjarni Eggerts Guðjónsson (2014-)
- Ríkharður Daðason (2013)
- Þorvaldur Örlygsson (2008-2013)
- Guðmundur Torfason (2000)
- Ásgeir Sigurvinsson (1993)
- Ion Geolgău (2004)
- Anatolij Fedjukin
- Andrzej Strejlau (1983)
- Ásgeir Elíasson (1985–1991, 1996-1999 & 2006)
- James McCrae (1946–1948)
- Hermann Lindemann (1936–1939)